# Liste der Bodendenkmäler in Zusmarshausen
Auf dieser Seite sind die Bodendenkmäler in dem schwäbischen Markt Zusmarshausen zusammengestellt. Diese Tabelle ist eine Teilliste der Liste der Bodendenkmäler in Bayern. Grundlage ist die Bayerische Denkmalliste, die auf Basis des Bayerischen Denkmalschutzgesetzes vom 1. Oktober 1973 erstmals erstellt wurde und seither durch das Bayerische Landesamt für Denkmalpflege geführt wird. Die folgenden Angaben ersetzen nicht die rechtsverbindliche Auskunft der Denkmalschutzbehörde.

## Bodendenkmäler in Zusmarshausen

### Bodendenkmäler in der Gemarkung Auerbach
| Lage                | Objekt                                                        | Akten-Nr.     | Bild |
| ------------------- | ------------------------------------------------------------- | ------------- | ---- |
| Auerbach (Standort) | Trichtergrubenfeld vor- und frühgeschichtlicher Zeitstellung. | D-7-7529-0018 |      |

### Bodendenkmäler in der Gemarkung Gabelbachergreut
| Lage                        | Objekt | Akten-Nr.     | Bild |
| --------------------------- | --- | ------------- | ---- |
| Gabelbachergreut (Standort) | Mittelalterliche und frühneuzeitliche Befunde im Bereich der katholischen Pfarrkirche St. Leonhard in Gabelbachergreut. | D-7-7629-0060 |      |

### Bodendenkmäler in der Gemarkung Gabelbach
| Lage                 | Objekt | Akten-Nr.     | Bild |
| -------------------- | --- | ------------- | ---- |
| Gabelbach (Standort) | Burgstall des Mittelalters. | D-7-7629-0007 |      |
| Gabelbach (Standort) | Burgstall des Mittelalters. | D-7-7629-0008 |      |
| Gabelbach (Standort) | Mittelalterliche und frühneuzeitliche Befunde im Bereich der katholischen Pfarrkirche St. Martin in Gabelbach und ihrer Vorgängerbauten. | D-7-7629-0009 |      |
| Gabelbach (Standort) | Siedlung vor- und frühgeschichtlicher Zeitstellung.                                                                                      | D-7-7629-0071 |      |

### Bodendenkmäler in der Gemarkung Scheppach
| Lage                 | Objekt                                             | Akten-Nr.     | Bild |
| -------------------- | -------------------------------------------------- | ------------- | ---- |
| Scheppach (Standort) | Waldmontagewerk Kuno II der NS-Rüstungsproduktion. | D-7-7529-0063 |      |

### Bodendenkmäler in der Gemarkung Steinekirch
| Lage                   | Objekt | Akten-Nr.     | Bild |
| ---------------------- | --- | ------------- | ---- |
| Steinekirch (Standort) | Siedlung des Neolithikums, Burgstall des Mittelalters.                                                          | D-7-7629-0012 |      |
| Steinekirch (Standort) | Burgstall des Mittelalters.                                                                                     | D-7-7629-0013 |      |
| Steinekirch (Standort) | Siedlung des Mittelalters und der frühen Neuzeit.                                                               | D-7-7629-0015 |      |
| Steinekirch (Standort) | Grabhügel vorgeschichtlicher Zeitstellung.                                                                      | D-7-7629-0045 |      |
| Steinekirch (Standort) | Mittelalterliche und frühneuzeitliche Befunde im Bereich der katholischen Pfarrkirche St. Vitus in Steinekirch. | D-7-7629-0102 |      |

### Bodendenkmäler in der Gemarkung Streitheim
| Lage                  | Objekt | Akten-Nr.     | Bild |
| --------------------- | --- | ------------- | ---- |
| Streitheim (Standort) | Mittelalterlicher Burgstall, neuzeitliches Wasserschloss.                                                        | D-7-7530-0143 |      |
| Streitheim (Standort) | Mittelalterliche und frühneuzeitliche Befunde im Bereich der katholischen Kuratiekirche St. Vitus in Streitheim. | D-7-7530-0152 |      |

### Bodendenkmäler in der Gemarkung Wollbach
| Lage                | Objekt | Akten-Nr.     | Bild |
| ------------------- | --- | ------------- | ---- |
| Wollbach (Standort) | Straße der römischen Kaiserzeit.                                                                               | D-7-7529-0061 |      |
| Wollbach (Standort) | Mittelalterliche und frühneuzeitliche Befunde im Bereich der katholischen Pfarrkirche St. Stephan in Wollbach. | D-7-7529-0079 |      |

### Bodendenkmäler in der Gemarkung Wörleschwang
| Lage                    | Objekt | Akten-Nr.     | Bild |
| ----------------------- | --- | ------------- | ---- |
| Wörleschwang (Standort) | Mittelalterliche und frühneuzeitliche Befunde im Bereich der katholischen Pfarrkirche St. Michael in Wörleschwang. | D-7-7529-0008 |      |
| Wörleschwang (Standort) | Grabhügel vorgeschichtlicher Zeitstellung.                                                                         | D-7-7529-0009 |      |

### Bodendenkmäler in der Gemarkung Zusmarshausen
| Lage                     | Objekt | Akten-Nr.     | Bild |
| ------------------------ | --- | ------------- | ---- |
| Zusmarshausen (Standort) | Siedlung der Vorgeschichte und der römischen Kaiserzeit.                                                          | D-7-7529-0012 |      |
| Zusmarshausen (Standort) | Siedlung der römischen Kaiserzeit.                                                                                | D-7-7529-0013 |      |
| Zusmarshausen (Standort) | Siedlung und Gräber der römischen Kaiserzeit.                                                                     | D-7-7529-0014 |      |
| Zusmarshausen (Standort) | Ringwall vor- und frühgeschichtlicher Zeitstellung.                                                               | D-7-7529-0015 |      |
| Zusmarshausen (Standort) | Trichtergrube vor- und frühgeschichtlicher oder mittelalterlicher Zeitstellung.                                   | D-7-7529-0017 |      |
| Zusmarshausen (Standort) | Siedlung der römischen Kaiserzeit und des Mittelalters.                                                           | D-7-7529-0046 |      |
| Zusmarshausen (Standort) | Straße der römischen Kaiserzeit.                                                                                  | D-7-7529-0062 |      |
| Zusmarshausen (Standort) | Mittelalterliche und frühneuzeitliche Befunde im Bereich der katholischen Pfarrkirche St. Maria in Zusmarshausen. | D-7-7529-0084 |      |
| Zusmarshausen (Standort) | Mittelalterliche und frühneuzeitliche Befunde im Bereich der Marktsiedlung von Zusmarshausen.                     | D-7-7529-0085 |      |
| Zusmarshausen (Standort) | Grabhügel und Trichtergruben vor- und frühgeschichtlicher Zeitstellung.                                           | D-7-7629-0039 |      |
| Zusmarshausen (Standort) | Schloss des Mittelalters und der Neuzeit.                                                                         | D-7-7629-0061 |      |